# 1250
1250(천이백오십)은 1249보다 크고 1251보다 작은 자연수다.

## 수학
- 합성수로, 그 약수는 총 10개다. (1, 2, 5, 10, 25, 50, 125, 250, 625, 1250)
  - 1250의 진약수의 합은 1093이므로, 1250은 부족수다.
- {\displaystyle 1250=5^{2}+35^{2}=17^{2}+31^{2}}
  - 서로 다른 두 자연수의 제곱합으로 나타낼 수 있는 수다.
- {\displaystyle 1250=15^{2}+20^{2}+25^{2}}
  - 연속하는 세 개의 {\displaystyle 5n}({\displaystyle n}은 자연수)의 제곱합으로 나타낼 수 있으며, 이 성질을 지닌 앞의 수는 725, 다음 수는 1925다.
- {\displaystyle 1250={\frac {1}{8}}\times 10^{4}}
- {\displaystyle 57^{20}-1}은 1250으로 나누어떨어진다.

## 과학
- NGC 1250(영어판): 페르세우스자리 방향에 있는 렌즈형은하.

## 군사
- FG 1250(영어판, 독일어판): 제2차 세계 대전에 사용된 나치 독일의 전차.

## 문화유산
- 대한민국의 보물 제1250호: 세의득효방 권10~11

## 기타
- 연도: 1250년, 기원전 1250년
- 1250년대
- 1250 르네 레베크(영어판): 캐나다의 사무용 건물.

## 같이 보기
- 1000